# Éliminatoires de la Coupe du monde de football 2014, zone Amérique du Nord, Centrale et Caraïbes, premier tour
Cet article donne les résultats du premier tour de la zone Amérique du Nord, Centrale et Caraïbes pour les éliminatoires de la coupe du monde de football 2014.

## Résultats
| Match | Équipe 1                    | Résultat | Équipe 2                  | Aller | Retour | T.a.b. |
| ----- | --------------------------- | -------- | ------------------------- | ----- | ------ | ------ |
| 1     | Montserrat                  | 3-8      | Belize                    | 2-5   | 1-3    |        |
| 2     | Anguilla                    | 0-6      | République dominicaine    | 0-2   | 0-4    |        |
| 3     | Îles Vierges des États-Unis | 4-1      | Îles Vierges britanniques | 2-0   | 2-1    |        |
| 4     | Aruba                       | 6-6      | Sainte-Lucie              | 4-2   | 2-4    | 4-5    |
| 5     | Îles Turques-et-Caïques     | 0-10     | Bahamas                   | 0-4   | 0-6    |        |

### Détails des rencontres
| 15 juin 2011 | Montserrat      | 2 – 5 | Belize                                         | Ato Boldon Stadium, Couva (Trinité-et-Tobago) |                                             |
| 18:00 UTC-4  | Hodgson 44e 86e |       | 24e 75e 83e McCauley · 50e Roches · 53e Kuylen | Spectateurs : 100 Arbitrage : Bryan Willett   | Spectateurs : 100 Arbitrage : Bryan Willett |
| 18:00 UTC-4  | Rapport         |       |                                                | Spectateurs : 100 Arbitrage : Bryan Willett   | Spectateurs : 100 Arbitrage : Bryan Willett |

| 17 juillet 2011 | Belize                                  | 3 – 1 | Montserrat  | Estadio Olímpico Metropolitano, San Pedro Sula (Honduras) |                                           |
| 16:00 UTC-6     | Jimenez 23e · McCauley 59e · Mendez 61e |       | 58e Hodgson | Spectateurs : 150 Arbitrage : Oscar Reyna                 | Spectateurs : 150 Arbitrage : Oscar Reyna |
| 16:00 UTC-6     | Rapport                                 |       |             | Spectateurs : 150 Arbitrage : Oscar Reyna                 | Spectateurs : 150 Arbitrage : Oscar Reyna |

| 8 juillet 2011 | Anguilla | 0 – 2 | République dominicaine | Estadio Panamericano (en), San Cristóbal    |                                             |
| 15:30 UTC-4    |          |       | 7e Peralta · 42e Faña  | Spectateurs : 1 000 Arbitrage : Neal Brizan | Spectateurs : 1 000 Arbitrage : Neal Brizan |
| 15:30 UTC-4    | Rapport  |       |                        | Spectateurs : 1 000 Arbitrage : Neal Brizan | Spectateurs : 1 000 Arbitrage : Neal Brizan |

| 10 juillet 2011 | République dominicaine                   | 4 – 0 | Anguilla | Estadio Panamericano (en), San Cristóbal    |                                             |
| 15:30 UTC-4     | Navarro 18e 42e · Sánchez 27e · Faña 58e |       |          | Spectateurs : 1 500 Arbitrage : Marcos Brea | Spectateurs : 1 500 Arbitrage : Marcos Brea |
| 15:30 UTC-4     | Rapport                                  |       |          | Spectateurs : 1 500 Arbitrage : Marcos Brea | Spectateurs : 1 500 Arbitrage : Marcos Brea |

| 3 juillet 2011 | Îles Vierges des États-Unis | 2 – 0 | Îles Vierges britanniques | Lionel Roberts Park, Charlotte Amalie          |                                                |
| 16:00 UTC-4    | Lesmond 7e · Klopp 57e      |       |                           | Spectateurs : 350 Arbitrage : Mauricio Navarro | Spectateurs : 350 Arbitrage : Mauricio Navarro |
| 16:00 UTC-4    | Rapport                     |       |                           | Spectateurs : 350 Arbitrage : Mauricio Navarro | Spectateurs : 350 Arbitrage : Mauricio Navarro |

| 10 juillet 2011 | Îles Vierges britanniques | 1 – 2 | Îles Vierges des États-Unis | Sherly Ground, Tortola                       |                                              |
| 15:00 UTC-4     | Peters 38e                |       | 2e Thomas · 90+3e Klopp     | Spectateurs : 600 Arbitrage : Kevin Morrison | Spectateurs : 600 Arbitrage : Kevin Morrison |
| 15:00 UTC-4     | Rapport                   |       |                             | Spectateurs : 600 Arbitrage : Kevin Morrison | Spectateurs : 600 Arbitrage : Kevin Morrison |

| 8 juillet 2011 | Aruba                                             | 4 – 2 | Sainte-Lucie            | Trinidad Stadion, Oranjestad               |                                            |
| 20:00 UTC-4    | Santos 13e · Escalona 48e · Gomez 76e · Abdul 85e |       | 20e Edward · 46e Valcin | Spectateurs : 300 Arbitrage : Nolan Foster | Spectateurs : 300 Arbitrage : Nolan Foster |
| 20:00 UTC-4    | Rapport                                           |       |                         | Spectateurs : 300 Arbitrage : Nolan Foster | Spectateurs : 300 Arbitrage : Nolan Foster |

| 12 juillet 2011 | Sainte-Lucie                                    | 4 – 2 a. p.       | Aruba                                      | Mindoo Philips Park, Castries                   |                                                 |
| 15:30 UTC-4     | Joseph 14e 29e 71e · Frederick 74e              |                   | 44e Gomez · 76e Barradas                   | Spectateurs : 500 Arbitrage : Stanley Lancaster | Spectateurs : 500 Arbitrage : Stanley Lancaster |
| 15:30 UTC-4     | Rapport                                         |                   |                                            | Spectateurs : 500 Arbitrage : Stanley Lancaster | Spectateurs : 500 Arbitrage : Stanley Lancaster |
| 15:30 UTC-4     | Pierre · Justin · Frederick · Edward · Williams | Tirs au but 5 – 4 | Bergen · Baten · Barradas · Gomez · Cruden | Spectateurs : 500 Arbitrage : Stanley Lancaster | Spectateurs : 500 Arbitrage : Stanley Lancaster |

| 2 juillet 2011 | Îles Turques-et-Caïques | 0 – 4 | Bahamas                                        | TCIFA National Academy, Providenciales             |                                                    |
| 17:00 UTC-5    |                         |       | 32e 61e Jean · 36e (pen.) Hepple · 90+2e Louis | Spectateurs : 1 021 Arbitrage : Hugo Cruz Alvarado | Spectateurs : 1 021 Arbitrage : Hugo Cruz Alvarado |
| 17:00 UTC-5    | Rapport                 |       |                                                | Spectateurs : 1 021 Arbitrage : Hugo Cruz Alvarado | Spectateurs : 1 021 Arbitrage : Hugo Cruz Alvarado |

| 9 juillet 2011 | Bahamas                                         | 6 – 0 | Îles Turques-et-Caïques | Roscow A. L. Davies Soccer Field, Nassau      |                                               |
| 16:00 UTC-5    | Gibson 4e (csc) · St. Fleur 17e 64e 73e 84e 90e |       |                         | Spectateurs : 1 600 Arbitrage : Javier Santos | Spectateurs : 1 600 Arbitrage : Javier Santos |
| 16:00 UTC-5    | Rapport                                         |       |                         | Spectateurs : 1 600 Arbitrage : Javier Santos | Spectateurs : 1 600 Arbitrage : Javier Santos |

## Meilleurs buteurs
| Pos | Joueur          | Pays                        | Buts |
| --- | --------------- | --------------------------- | ---- |
| 1   | Lesly St. Fleur | Bahamas                     | 5    |
| 2   | Deon McCaulay   | Belize                      | 4    |
| 3   | Jaylee Hodgson  | Montserrat                  | 3    |
| 3   | Jamil Joseph    | Sainte-Lucie                | 3    |
| 5   | Frederick Gomez | Aruba                       | 2    |
| 5   | Nesley Jean     | Bahamas                     | 2    |
| 5   | Jonathan Faña   | République dominicaine      | 2    |
| 5   | Inoel Navarro   | République dominicaine      | 2    |
| 5   | Reid Klopp      | Îles Vierges des États-Unis | 2    |